# Katie Douglas (actrice)
Kathryn Emily Douglas (Burlington, 19 oktober 1998) is een Canadese actrice.

## Biografie
Douglas werd geboren in Burlington, Ontario. Ze ging naar de Nelson High School in Burlington. Gedurende haar vroege acteercarrière voltooide Douglas haar opleiding met een reizende docent.

## Filmografie

### Films
- 2011: Stay with Me, als Lucy
- 2012: Sunshine Sketches of a Little Town, als Rose Leacock
- 2013: Compulsion, als Saffron (jong)
- 2018: Level 16, als Vivien
- 2018: Every Day, als Megan / A
- 2018: Believe Me: The Abduction of Lisa McVey, als Lisa McVey
- 2019: Thicker Than Water, als Addie Decker
- 2022: The Walk, als Kate Coughlin
- 2023: The Girl Who Escaped: The Kara Robinson Story, als Kara Robinson
- 2025: Clown in a Cornfield, als Quinn

### Televisie
- 2009: Flashpoint, als Jennifer Sabiston
- 2012: Less Than Kind, als Brenda
- 2012: Alphas, als Nina (jong)
- 2013–2014: Spooksville, als Sally Wilcox
- 2013–2015: Defiance, als Irisa (jong) / Irzu / Little Girl
- 2014: Saving Hope, als Tatum
- 2015–2016: Max & Shred, als Melanie
- 2016: Raising Expectations, als Connor Wayney
- 2016: Eyewitness, als Bella Milonkovic
- 2017–2019: Mary Kills People, als Naomi Malik
- 2018: Creeped Out, als Indigo
- 2018: Burden of Truth, als Amanda Parson
- 2019: Nurses, als Sasha
- 2021–2023: Pretty Hard Cases, als Jackie Sullivan
- 2021-present: Ginny & Georgia, als Abby